# Modalisme
|  | Sammenskrivningsforslag Artiklen Modalisme er foreslået føjet ind i Sabellianisme. (Siden januar 2017) Diskutér forslaget |

Modalisme er i kirkehistorisk sammenhæng den opfattelse, at Treenigheden af Kristus og Helligånden kun repræsentere forskellige åbenbaringsformer (modus) for Gud. Modalisme begyndte at sprede sig efter år 200 blandt andet af Sabellius (som også er kendt for sabellianisme).
Denne overbevisning blev dog hårdt bekæmpet af f.eks. teologen Tertullian, og blev hurtigt afvist af den kirkelige teologi. I det 3. og 4. århundrede blev der på baggrund af denne strid indført læren om Treenigheden.
| Religion | Spire Denne religionsartikel er en spire som bør udbygges. Du er velkommen til at hjælpe Wikipedia ved at udvide den. |